# استول استانبک
استول استانبک (نروژی: Ståle Sandbech؛ زادهٔ ۳ ژوئن ۱۹۹۳) اسنوبردسوار اهل نروژ است.
وی در مسابقات کشوری و بین‌المللی در مجموع برندهٔ ۱ مدال طلا، ۳ مدال نقره، ۳ مدال برنز شده‌است.